# 迈泽洛达尼
迈泽洛达尼，是匈牙利索博尔奇-索特马尔-贝拉格州所辖的一个村。总面积14.04平方公里，总人口1005，人口密度71.6人/平方公里（2011年1月1日）。